# Polaroid Corporation
Polaroid Corporation est une multinationale d'origine américaine d'abord spécialisée dans la fabrication de lunettes de soleil à verres polarisants puis d'appareils photographiques à développement instantané.

## Histoire

Logo de Polaroid de 1996 au 25 mars 2020.

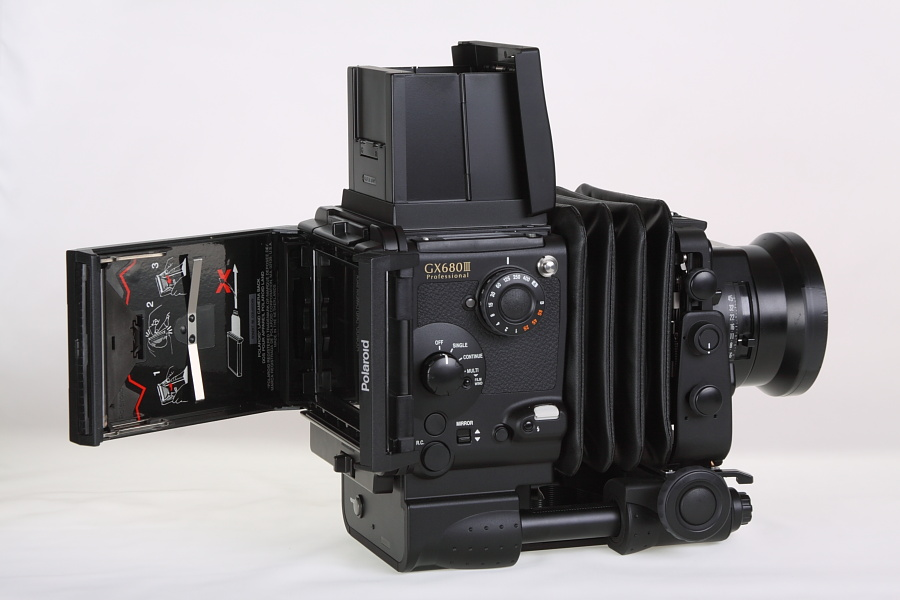
Dos Polaroid monté sur un appareil moyen format

La société a été fondée en 1937 par l'inventeur et scientifique américain Edwin H. Land dans le but d'exploiter sa propre invention, le Polaroid, un matériau polarisant aux très nombreux débouchés dans le domaine de l'optique. Elle est surtout connue pour un procédé de photographie à développement instantané unique au monde qu'elle a mis au point et développé à partir de 1948. Le procédé, destiné au grand public, a connu plusieurs évolutions, dont l'introduction de la couleur en 1963.
Très populaire chez les amateurs, l'image instantanée de Polaroid trouve aussi sa place dans le domaine médical, où elle est largement utilisée. Elle est aussi utilisée par les photographes professionnels, qui adaptent des dos recevant les films polaroid sur leur appareil pour tester l'éclairage et le cadrage de leurs photos argentiques.
En 1974, la société Polaroid estime à un milliard le nombre de photos réalisées avec le SX-70 et commence à concurrencer Kodak.
En 1977, Polaroid lance la Polavision, un procédé révolutionnaire permettant de réaliser des films 8 mm à développement instantané, vite dépassé par l'essor de la vidéo.
Dans les années 1970, le régime ségrégationniste sud-africain utilise le système de photographie instantanée de la marque pour la fabrication des passeports intérieurs imposés aux populations noires,. Deux employés afro-américains, Ken Williams et Caroline Hunter, créent un mouvement (le Polaroid Revolutionary Workers Movement, ou PRWM) demandant l'arrêt des exportations vers l'Afrique du Sud jusqu'à la fin de l'apartheid. En réponse et après enquête menée sur place, la firme américaine interdira toutes vente aux agences gouvernementales sud-africaines dont les forces armées et la police. En 1977, quand Polaroid est informé que des importateurs vendent toujours des films servant à la fabrication des « passbooks », en violation avec sa politique, la firme stoppera la totalité de ses exportations vers l'Afrique du Sud et cessera toute relation avec les importateurs.
En 1979, le fonds d'investissements de Roy E. Disney, Shamrock Holdings lance une OPA hostile sur Polaroid Corporation. En mai 1979, Shamrock augmente son offre initiale pour Polaroid de 2,6 milliards d'USD à 3,2 milliards d'USD. La tentative d'achat s'arrête fin septembre 1979 avec une décision de la cour suprême du Delaware autorisant Polaroid à effectuer un rachat d'actions portant sur 16 millions d'actions. L'OPA hostile a duré huit mois et Shamrock annonce revendre les 4,96 millions d'actions achetées durant cette période.
Les difficultés dues à la percée de la photographie numérique conduisent la firme à se restructurer en 2001.
La fabrication des appareils à développement instantané cesse lorsque Polaroid ferme en 2008 sa dernière usine d'assemblage de pellicules aux Pays-Bas. Le site de production est racheté par un groupe de fans qui poursuivent la fabrication de pellicules instantanées sous la marque Impossible Project. La fabrication des appareils à développement instantané reprend en juin 2009 avec la sortie du Polaroid Two, un appareil photo numérique de 5 Mpx avec imprimante incorporée au format Polaroid. Il permet de sélectionner les photos à imprimer. 
En 2010, la chanteuse américaine Lady Gaga devient la directrice artistique de l'entreprise et le restera jusqu'en 2014 après avoir participé au lancement de nouveaux produits.
En 2012, Polaroid produit des imprimantes comme la Polaroid Pogo (une imprimante Bluetooth qui permet d'imprimer des photos directement à partir de son téléphone portable ou bien à partir d'un appareil photo compatible Pictbridge), du papier instantané pour ses imprimantes, des appareils photo instantané et un film instantané. 
En janvier 2013, Polaroid présente au Consumer Electronics Show (CES) de Las Vegas l'iM1836, prototype d'un appareil photographique hybride fonctionnant sous système Android. À la suite d'une action en justice pour contrefaçon menée par Nikon pour sa ressemblance avec ses modèles J1 et J2, l'iM1836 (fabriqué par la société américaine Sakar et estampillé « Polaroid ») est interdit à la vente en décembre 2013,. Il a été remplacé par l'iM1030W au look plus rétro présenté au CES 2014.
En mai 2017, l'un des actionnaires de l'Impossible Project rachète la holding Polaroid Corporation qui devient Polaroid Originals et qui relance aujourd’hui un appareil photo instantané.

## Quelques modèles
- Polaroid iM1836 (APN hybride sous Android)
- Polaroid SX-70 (1972)
- Polaroid OneStep
- Polaroid Image System
- Polaroid Two
- Polaroid Pogo
- Polaroid BD162 (lecteur Blu-Ray)

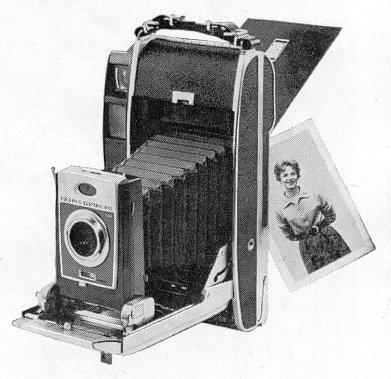
Polaroid 900 (1960–1963), films rouleaux.
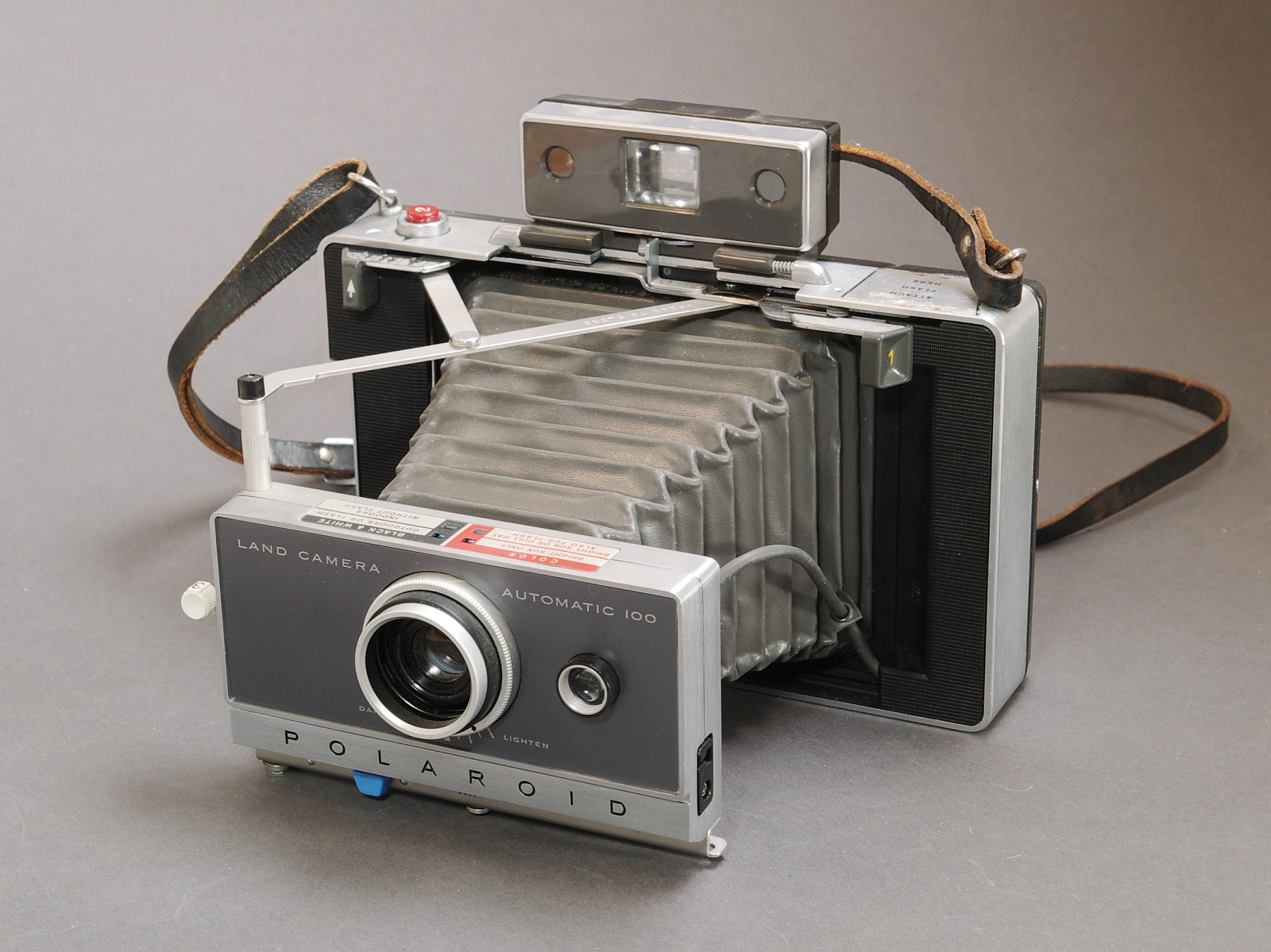
Polaroid 100 (1963–1966), utilisant le film-pack.
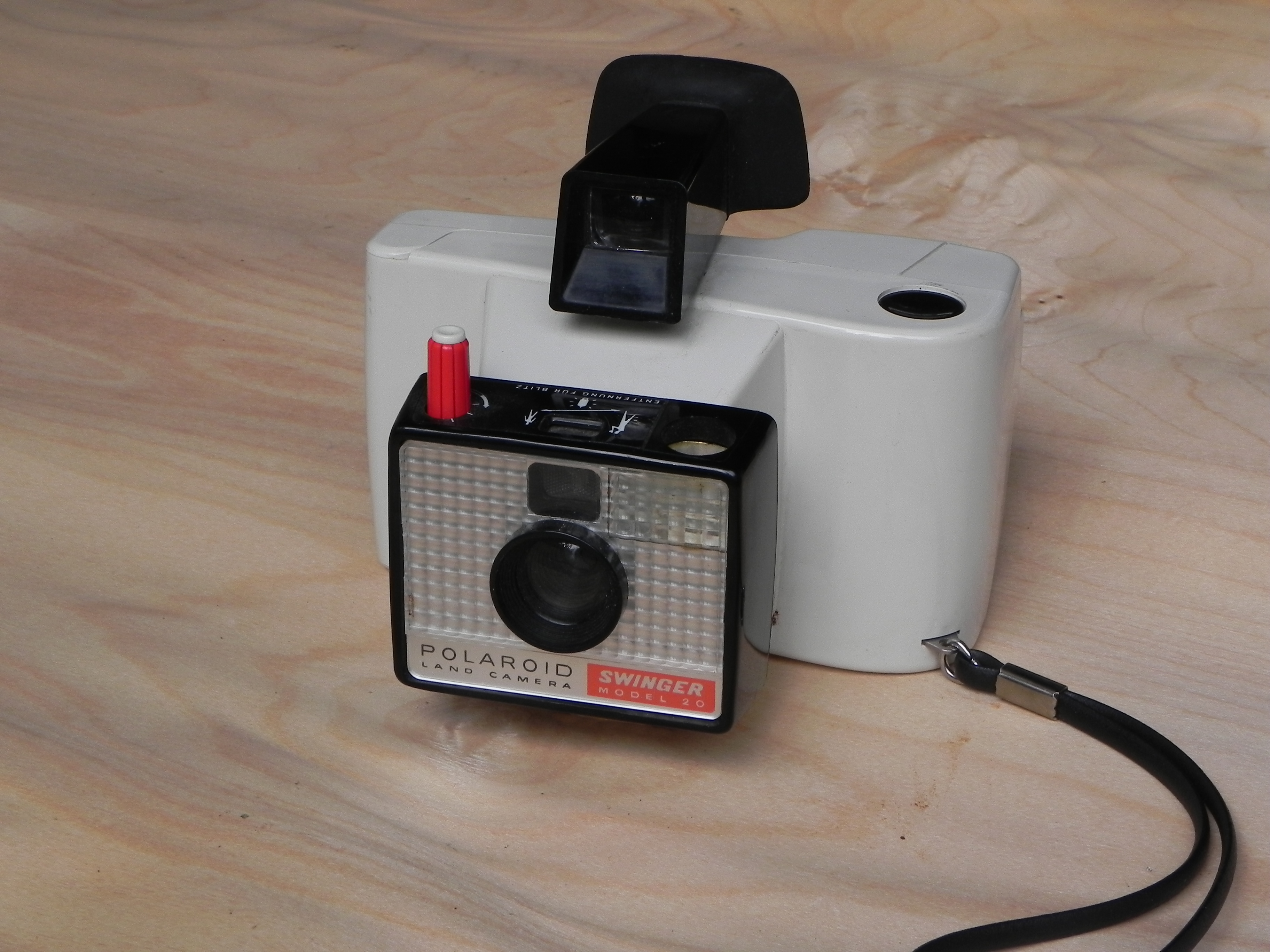
Polaroid Swinger Model 20 (1965-1970), films rouleaux.
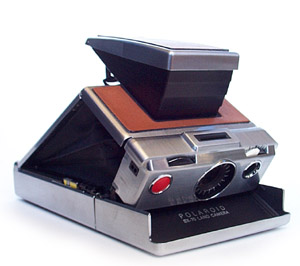
Le Polaroid SX-70 (à partir de 1972)
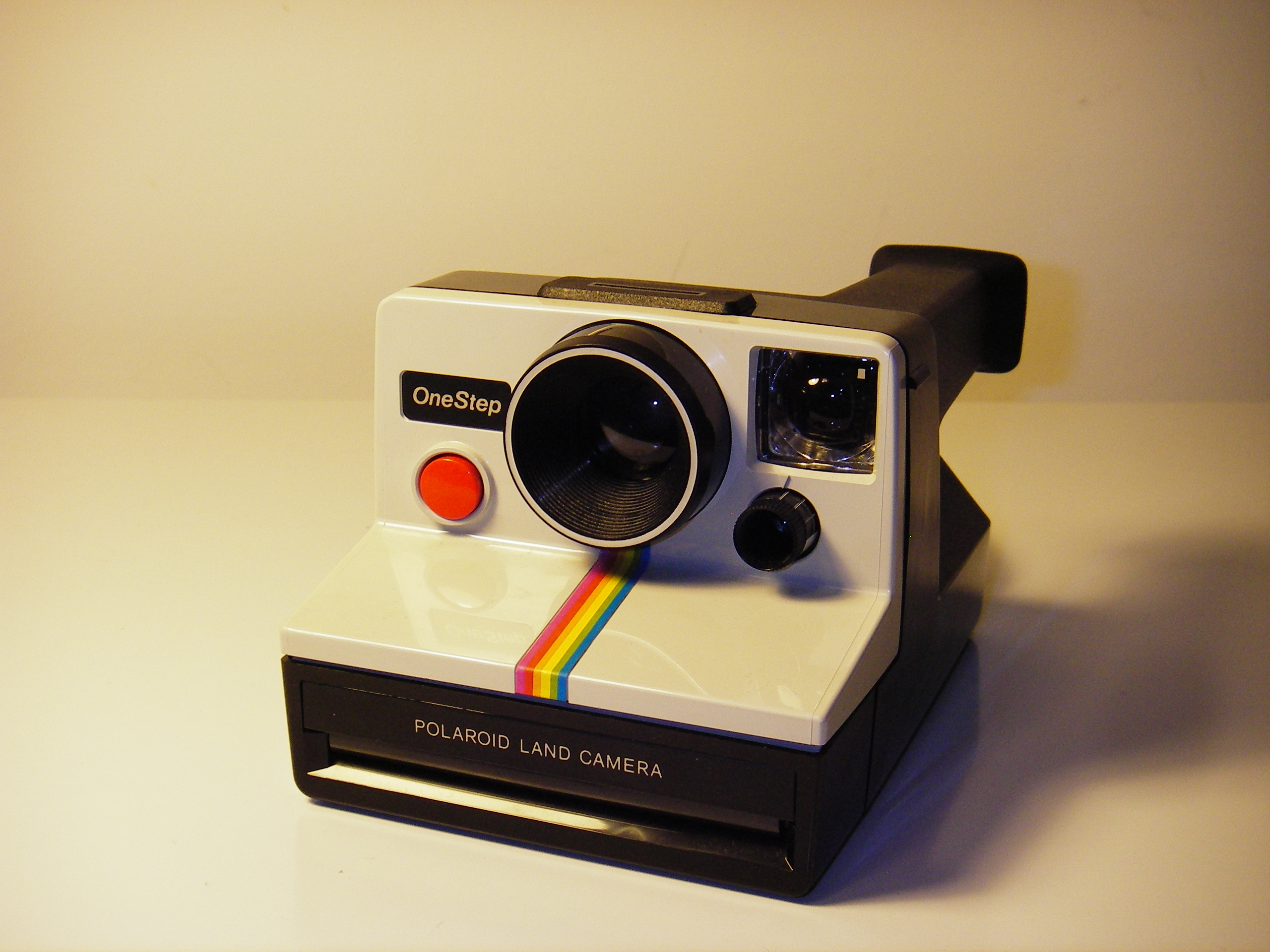
Polaroid OneStep (1977), film SX-70.
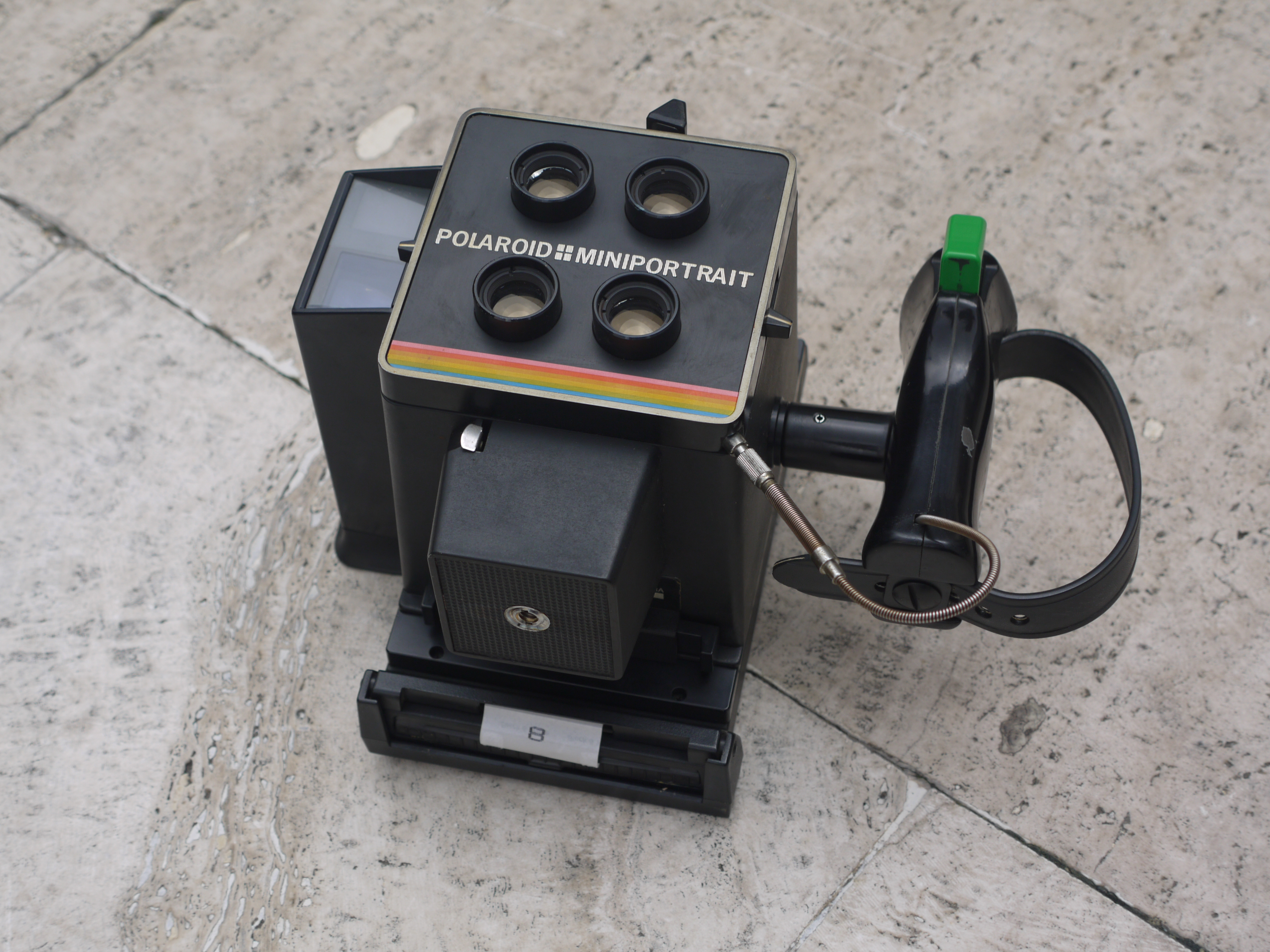
Polaroid Miniportrait (4 images simultanées - film-pack)
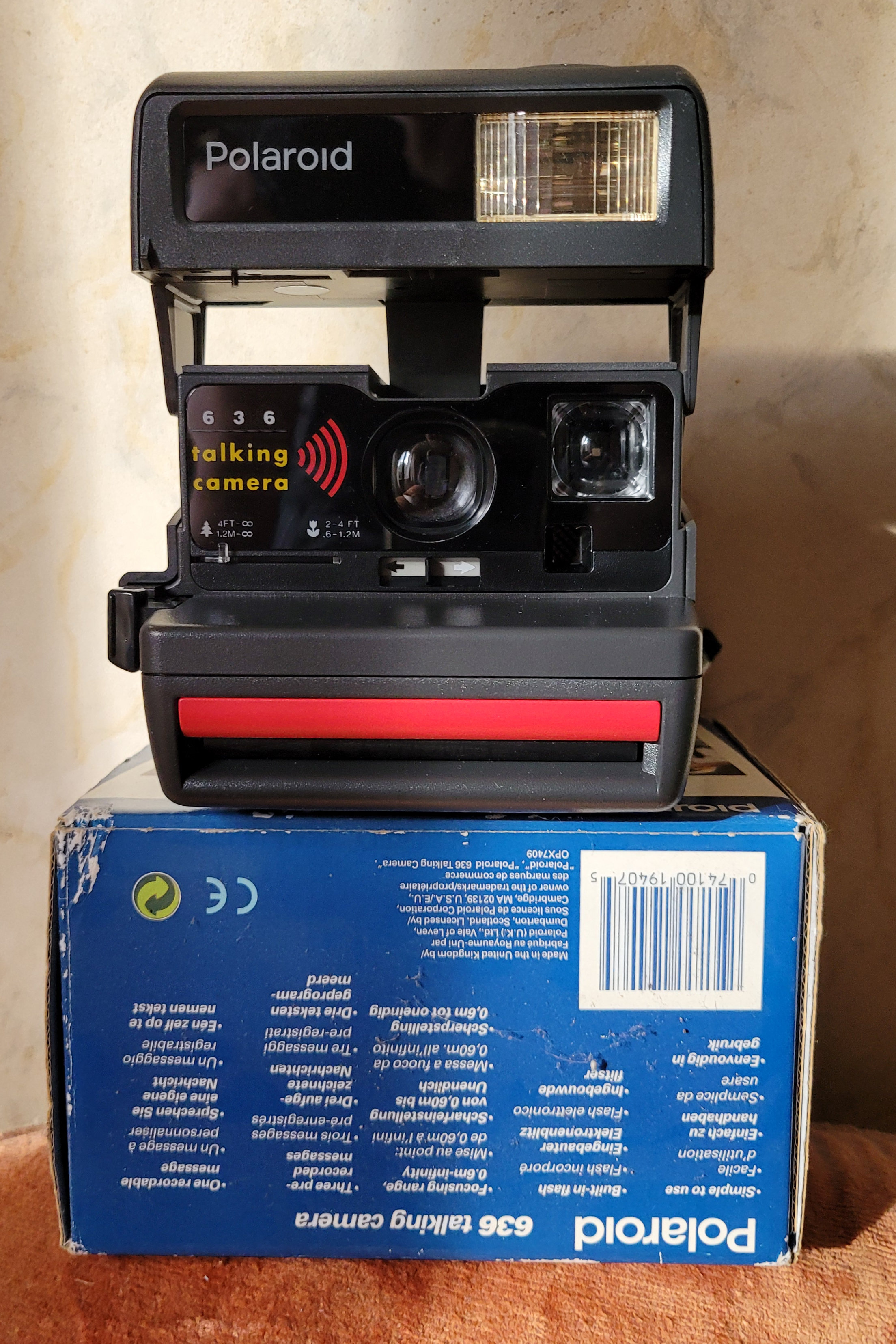
Appareil photo instantané Polaroid 636 Talking Camera produit en 1995.